# Vánoční příběh (film, 2008)
Vánoční příběh (v originále Un conte de Noël) je francouzský hraný film z roku 2008, který režíroval Arnaud Desplechin podle vlastního scénáře. Snímek měl světovou premiéru na filmovém festivalu v Cannes dne 16. května 2008.

## Děj
Celá rodina se o Vánocích schází v domě stárnoucího páru Junony a Abela Vuillardových v Roubaix. Díky úsilí Abelova otce je tu tentokrát i zavržený syn Henri. Tyto Vánoce jsou o Junonině rakovině. Proti její leukemii má pomoci transplantace kostní dřeně. Poté, co byli všichni členové rodiny v posledních týdnech histologicky vyšetřeni, jsou možnými dárci pouze její 14letý vnuk Paul a její nemilovaný syn Henri. Junon si vybere jako dárce Henriho.
Bez ohledu na svátky znovu vzplanou stará nepřátelství. Junonin zeť Claude odchází po hádce s cholerikem Henrim. Od starého rodinného přítele se Junonina snacha Sylvia dozví podrobnosti o minulosti svého manžela Ivana, totiž že kdysi přesvědčil svého bratrance Simona, aby se Sylvie vzdal, protože byl do Sylvie zamilovaný. Cítí se nyní podvedená, protože by se ráda rozhodla sama, s kým stráví svůj život.
Henriho přítelkyně Faunia odchází z domu před Štědrým dnem – jako Židovka je k Vánocům kritická. Simon odchází z rodinné oslavy na Štědrý den, aby se opil v baru. Všechny jeho činy a jeho myšlenky jsou zaměřeny na Sylvii. Jeho život bez ní nemá smysl. Sylvia ho najde, vezme ho domů a stráví s ním noc. To se ale před jejím manželem Ivanem neutají.
Následujícího rána si Elisabeth stěžuje otci Abelovi na nedostatek chuti do života kvůli smrti jejího bratra Josefa, prvorozeného dítěte manželů Vuillardových.
Po prázdninách probíhá transplantace. Navzdory radám lékařského personálu navštíví Henri svou matku, jakmile se probudí z anestetika, a projeví jí péči a povzbuzení. Elisabethin následný monolog odhalí, že Junonino tělo transplantaci přijalo dobře.

## Obsazení
| Catherine Deneuve     | Junon     |
| Jean-Paul Roussillon  | Abel      |
| Anne Consigny         | Elizabeth |
| Mathieu Amalric       | Henri     |
| Melvil Poupaud        | Ivan      |
| Emmanuelle Devosová   | Faunia    |
| Laurent Capelluto     | Simon     |
| Chiara Mastroianniová | Sylvia    |
| Hippolyte Girardot    | Claude    |
| Emile Berling         | Paul      |
| Françoise Bertin      | Rosaimée  |

## Ocenění
- Broadcast Film Critics Association: nominace na nejlepší cizojazyčný film
- Filmový festival v Cannes: nominace na Zlatou palmu (Arnaud Desplechin)
- César: nejlepší herec ve vedlejší roli (Jean-Paul Roussillon); nominace v kategoriích nejlepší herečka ve vedlejší roli (Anne Consigny), nejlepší kamera (Eric Gautier), nejlepší režie (Arnaud Desplechin), nejlepší střih (Laurence Briaud), nejlepší film, nejlepší zvuk (Nicolas Cantin, Jean-Pierre Laforce a Sylvain Malbrant), nejlepší původní scénář (Emmanuel Bourdieu a Arnaud Desplechin), nejslibnější herec (Laurent Capelluto)
- Chicago Film Critics: nominace na nejlepší cizojazyčný film
- Étoile d'or du cinéma français: nejlepší režie (Arnaud Desplechin)
- Online Film Critics Society Awards: nominace na nejlepší cizojazyčný film
- Satellite Awards: nominace na nejlepší herečku (Catherine Deneuve)
- Evropské filmové ceny: nominace na nejlepší umělecký příspěvek